# Karel Stroo

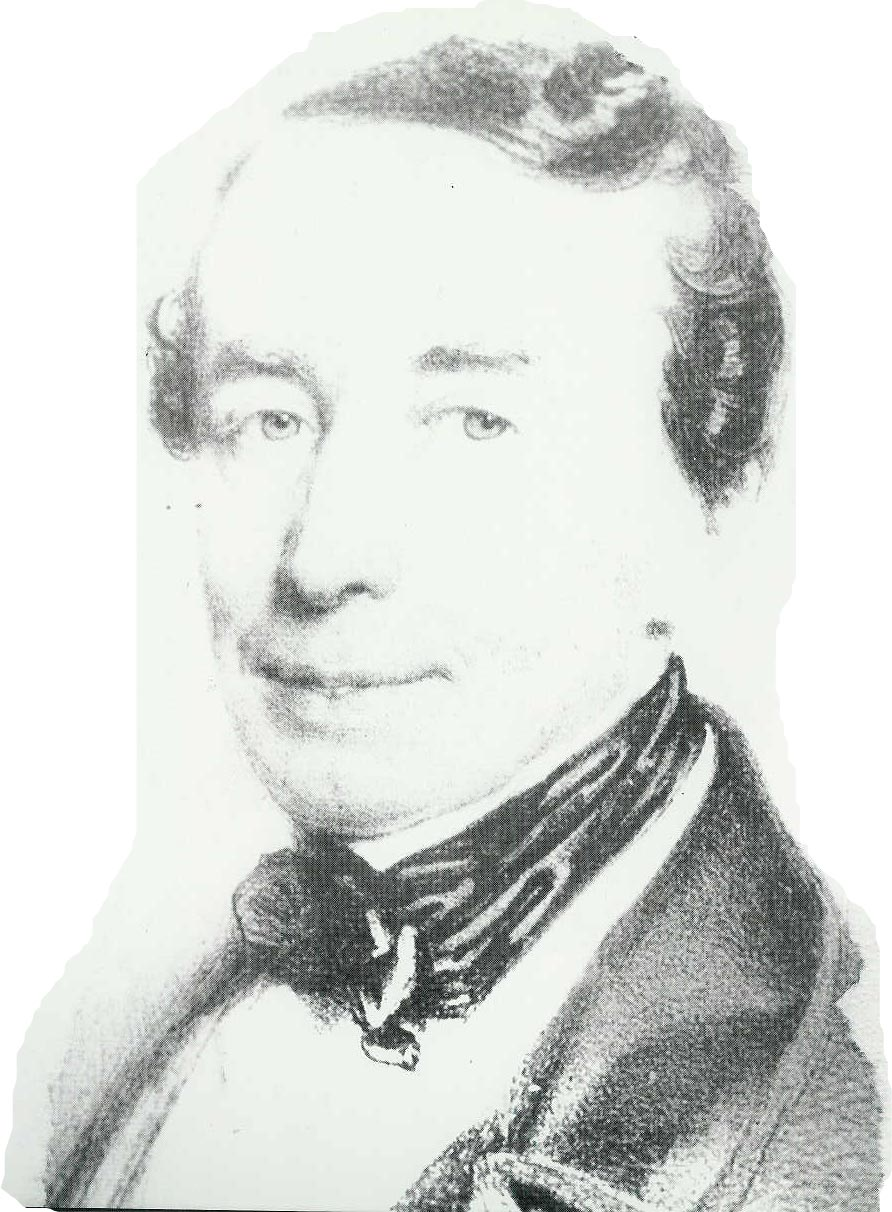
Karel Stroo.

Karel Stroo of Ridder Stroo (Eeklo, 28 maart 1793 - aldaar, 23 januari 1873) was de eerste burgemeester van de Belgische stad Eeklo na de onafhankelijkheid van het land.
Hij werd geboren als zoon van Karel-Francies Stroo en Theresia Ryffranck. 

## Burgemeester
Karel Stroo stamde uit een familie van grootgrondbezitter waarvan de eigendom voornamelijk in Nederland lag. In 1813 werd hij ingelijfd in het leger van Napoleon om er iets later bevorderd te worden tot luitenant.
Hij had zijn eerste burgemeesterschap in 1830-1831 vooral te danken aan zijn liefdadigheid en vrijgevigheid. Historici menen zelfs dat hij niet geschikt was voor het harde politieke leven. Alhoewel hij in 1836 de verkiezingen had verloren werd hij toch benoemd tot burgemeester tot ongenoegen van de overwinnaars, de orangisten. In 1835 werd hij tevens verkozen als senator voor het arrondissement Eeklo, maar zijn verkiezing werd ongeldig verklaard omdat hij niet voldoende belastingen betaalde. De meeste van zijn eigendommen lagen namelijk in Nederland.

## Liefdadigheid
Karel Stroo liet in 1837 een gesticht bouwen voor ouderlingen en wezen. Het was de start van de Heilig Hartkliniek die later uitgroeide tot het regionaal ziekenhuis AZ Alma. Het was door zijn toedoen dat de paters Minderbroeders zich in 1866 in Eeklo kwamen vestigen. Daarvoor stelde hij zijn huis en tuin aan de Markt ter beschikking, het werd ook de vestigingsplaats van hun kerk. In 1862 kende paus Pius IX hem de titel 'ridder van het Heilig Graf van Jeruzalem' toe.
Als burgemeester nam hij ontslag in 1846 en na het ontvangen van ereteken van Ridder in de Leopoldsorde noemde iedereen hem Ridder Stroo. Tot op heden blijft hij in Meetjesland bekend onder die naam.